# Maria Fryderyka Pruska
Marie Friederike Franziska Hedwig von Preußen (ur. 15 października 1825 w Berlinie, zm. 17 maja 1889 w Hohenschwangau) – księżniczka Prus z dynastii Hohenzollernów, królowa Bawarii.

## Życiorys

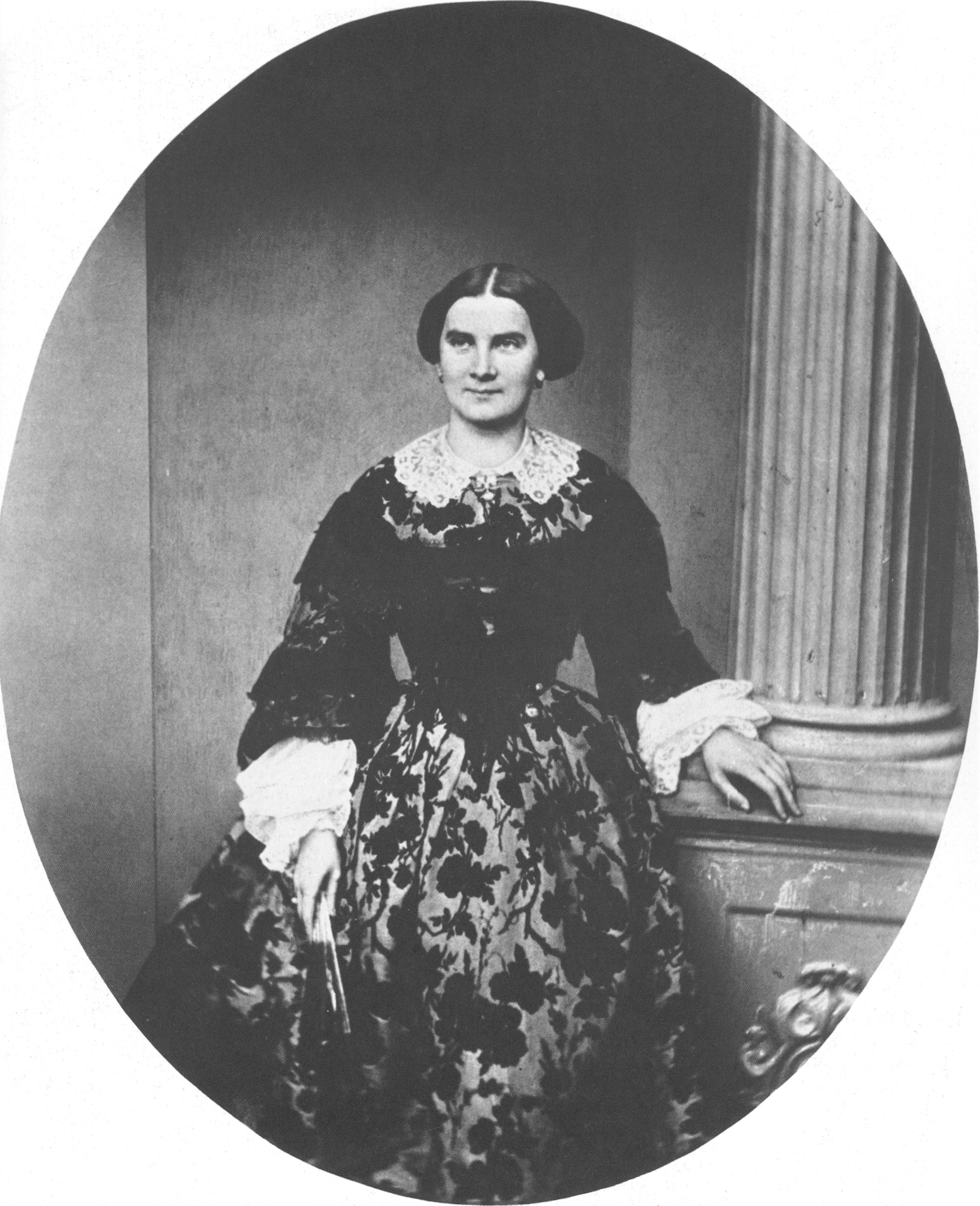
Maria, królowa Bawarii
(ok. 1860)

Maria Fryderyka była najmłodszą córką Marii Anny Hesse-Homburg i księcia Wilhelma Pruskiego, młodszego brata Fryderyka Wilhelma II, króla Prus. 12 października 1842 wyszła za mąż za Maksymiliana II, przyszłego króla Bawarii.
Maria była kochana jednakowo przez protestancką jak i katolicką ludność (w tamtym czasie Prusy były głównie protestanckie, a Bawaria katolicka). Jednym z największych wyczynów z jej „wielkiego społecznego zaangażowania” była reaktywacja Stowarzyszenia Kobiet Bawarskich, które miało miejsce 18 grudnia 1869 z pomocą jej syna Ludwika II Bawarskiego. Celem stowarzyszenia była „troska i poparcie żołnierzy rannych i poszkodowanych w walce”. Bawarski Czerwony Krzyż został oficjalnie założony dzięki Stowarzyszeniu Kobiet Bawarskich – Czerwony Krzyż w Bawarii był więc wynikiem działalności królowej.
Z nagłą śmiercią Maksymiliana II, 10 marca 1864, Maria została wdową. 12 października 1874 królowa przeszła na wiarę rzymskokatolicką. W późniejszych latach żyła w odosobnieniu w wiejskiej posiadłości w Elbigenalp i w zamku Hohenschwangau koło Füssen. Przeżyła swojego najstarszego syna o kilka lat i zmarła w 1889 w Hohenschwangau. Została pochowana w Theatinerkirche w bocznej kaplicy naprzeciw jej męża.

### Dzieci
- Ludwik II, król Bawarii (ur. 1845, zm. 1886), w czerwcu 1886 ogłoszony niepoczytalnym i obalony
- Otto I, król Bawarii (ur. 1848, zm. 1916), w listopadzie 1913 ogłoszony niepoczytalnym i obalony

## Odznaczenia
- II. Wielka Mistrzyni Orderu Teresy (Bawaria)[1]
- Order Luizy I Klasy (Prusy)[1]
- Krzyż Zasługi dla Kobiet i Dziewcząt (Prusy)[1]
- Order Olgi (Wirtembergia)[2]